# 浦上靖之
浦上 靖之（うらかみ やすゆき）は、日本の音響監督。株式会社オーディオ・プランニングユー（APU）代表取締役社長。

## 人物
父はAPUの創業者である音響監督の浦上靖夫、妹に同じく音響監督の浦上慶子。父・靖夫の死後、生前担当していた『名探偵コナン』と『コードギアス 反逆のルルーシュ』の音響監督を引き継いでいる。

## 主な参加作品
※特記のない限り、音響監督としての参加

### テレビアニメ
2011年
- クレヨンしんちゃん ※大熊昭と共同（第747話 - 第782話）

2012年
- エリアの騎士 ※大熊昭と共同
- 忍者ハットリくん（音響監督助手）

2014年
- それでも世界は美しい ※浦上慶子と共同
- となりの関くん

2015年
- 俺物語!! ※大熊昭と共同
- 名探偵コナン ※浦上慶子と共同（第790話 - ）

2016年
- パズドラクロス ※浦上慶子と共同
- 名探偵コナン エピソード“ONE” 小さくなった名探偵 ※浦上慶子と共同
- 名探偵コナン コナンと海老蔵 歌舞伎十八番ミステリー ※浦上慶子と共同

2018年
- バキ ※浦上慶子と共同
- パズドラ ※浦上慶子と共同

2022年
- ニンジャラ
- 名探偵コナン ゼロの日常 ※浦上慶子と共同
- 名探偵コナン 犯人の犯沢さん ※浦上慶子と共同

2024年
- ザ・ファブル

### 劇場アニメ
2009年
- クレヨンしんちゃん オタケベ!カスカベ野生王国（音響監督助手）

2010年
- クレヨンしんちゃん 超時空!嵐を呼ぶオラの花嫁（音響監督助手）

2011年
- クレヨンしんちゃん 嵐を呼ぶ黄金のスパイ大作戦（音響監督助手）
- 劇場版アニメ 忍たま乱太郎 忍術学園 全員出動!の段（音響監督助手）

2012年
- クレヨンしんちゃん 嵐を呼ぶ!オラと宇宙のプリンセス（音響監督助手）

2013年
- クレヨンしんちゃん バカうまっ!B級グルメサバイバル!!（音響監督助手）

2015年
- 名探偵コナン 業火の向日葵 ※浦上慶子と共同

2016年
- 名探偵コナン 純黒の悪夢 ※浦上慶子と共同

2017年
- コードギアス 反逆のルルーシュ I 興道 ※井澤基と共同
- 名探偵コナン から紅の恋歌 ※浦上慶子と共同

2018年
- コードギアス 反逆のルルーシュ II 叛道 ※井澤基と共同
- コードギアス 反逆のルルーシュ Ⅲ 皇道 ※井澤基と共同
- 名探偵コナン ゼロの執行人（録音監督）※浦上慶子と連名

2019年
- コードギアス 復活のルルーシュ ※井澤基と共同
- 名探偵コナン 紺青の拳 ※浦上慶子と連名

2021年
- 名探偵コナン 緋色の弾丸 ※浦上慶子と連名

2022年
- 名探偵コナン ハロウィンの花嫁 ※浦上慶子と連名

2023年
- 名探偵コナン 黒鉄の魚影 ※浦上慶子と連名

2024年
- 名探偵コナン 100万ドルの五稜星 ※浦上慶子と連名

2025年
- 名探偵コナン 隻眼の残像 ※浦上慶子と連名

### Webアニメ
2016年
- クレヨンしんちゃん外伝 エイリアン vs. しんのすけ
- クレヨンしんちゃん外伝 おもちゃウォーズ

2017年
- クレヨンしんちゃん外伝 家族連れ狼
- クレヨンしんちゃん外伝 お・お・お・のしんのすけ